# Robin Moyer
Robin Moyer est un photographe américain né en 1940. Il est récipiendaire du World Press Photo of the Year.